# یوما ماتسوموتو
یوما ماتسوموتو (ژاپنی: 松本 雄真؛ زادهٔ ۱۴ نوامبر ۱۹۹۹) یک بازیکن فوتبال اهل ژاپن است.
از باشگاه‌هایی که در آن بازی کرده‌است می‌توان به باشگاه فوتبال کاتالر تویاما اشاره کرد.